# Afrarchaea bergae
Espèce
Afrarchaea bergae est une espèce d'araignées aranéomorphes de la famille des Archaeidae.

## Distribution
Cette espèce est endémique d'Afrique du Sud. Elle se rencontre au Mpumalanga et au Limpopo.

## Publication originale
- Lotz, 1996 : Afrotropical Archaeidae (Araneae): 1. New species of Afrarchaea with notes on Afrarchaea godfreyi (Hewitt, 1919). Navorsinge van die Nasionale Museum Bloemfontein, vol. 12, p. 141-160.